# Angelo Celli

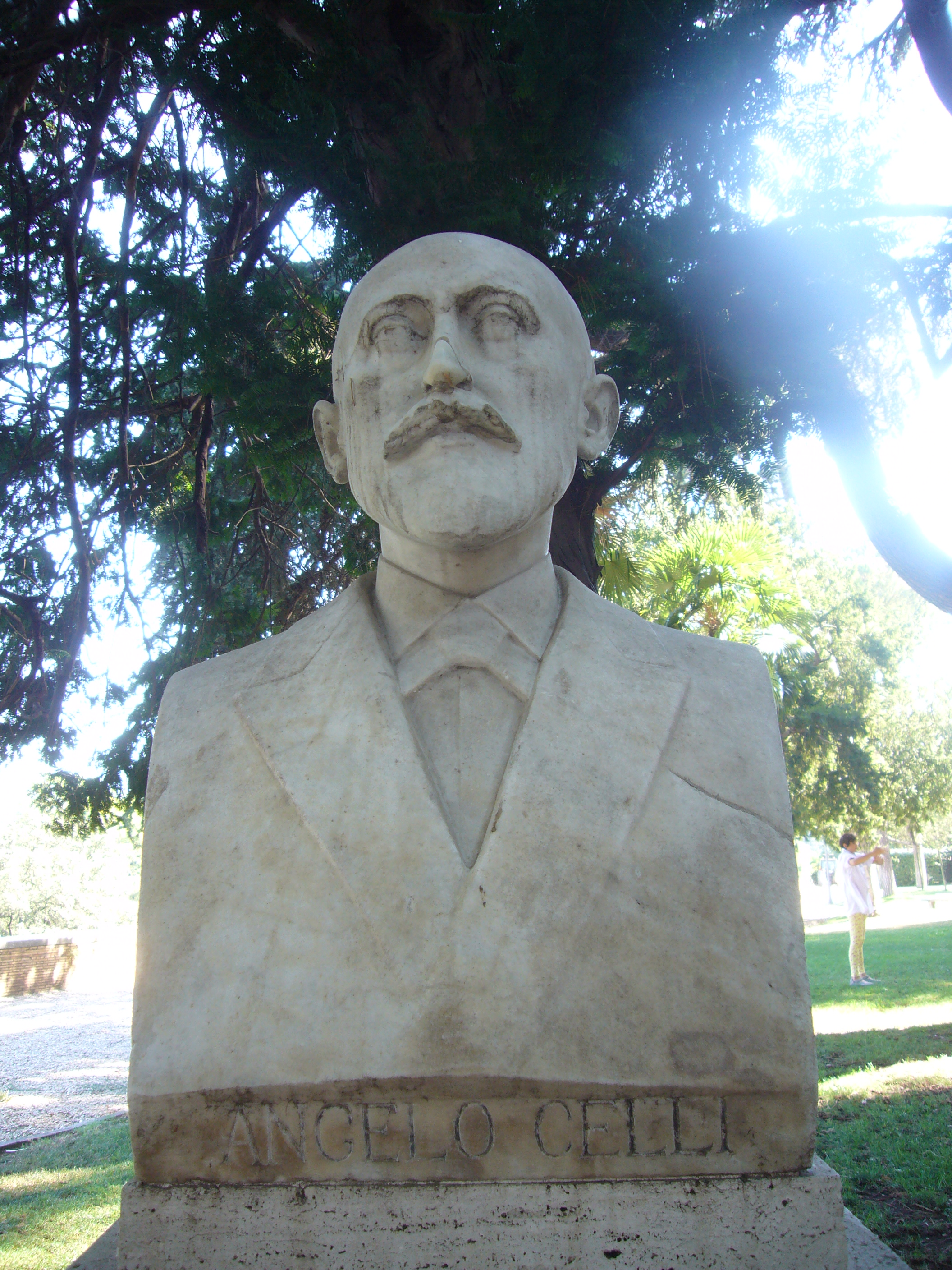
Il busto di Celli al Pincio

Angelo Celli (1857-1914)

Angelo Celli (Cagli, 25 marzo 1857 – Monza, 2 novembre 1914) è stato un igienista e politico italiano.

## Biografia
Nacque da Cristoforo Celli e Teresa Amatori, che lo lasciarono presto orfano, e riuscì a proseguire gli studi solo attraverso una borsa di studio datagli dal Pio Sodalizio dei Piceni.
Si laureò in Medicina nel 1878 all'Università di Roma "La Sapienza", dove divenne professore d'Igiene. Nel 1880 con Ettore Marchiafava studiò il nuovo protozoo scoperto da Alphonse Laveran, che da loro fu chiamato Plasmodium, e che successivamente si dimostrerà essere l'agente eziologico della malaria. Studiò per anni con i suoi colleghi Ettore Marchiafava, Amico Bignami e Giuseppe Bastianelli la biologia dei plasmodi e la patogenesi della malaria. Celli è infatti noto, specialmente a Roma (busti marmorei a lui dedicati sono posti nella Biblioteca dell'Istituto d'Igiene “G. Sanarelli” nella Città Universitaria e al Pincio), per la sua straordinaria e notevole attività di igienista, di sociologo e di deputato.
Eletto alla Camera dei deputati del Regno d'Italia nel 1892, resse l'incarico di deputato per venti anni (XVIII, XIX, XX, XXI, XXII, XXIII legislatura), promuovendo in particolare l'articolato corpo di norme contro la malaria considerato uno straordinario esempio di legislazione di classe.

### La lotta alla malaria
Con la fondazione dell'Azienda del Chinino di stato e la concessione del farmaco agli spacci di sali e tabacchi si evitarono, grazie alla sua iniziativa legislativa, gli abusi degli speculatori e si rese facile l'acquisto del prezioso medicinale anche nei territori più arretrati; al contempo, con la determinazione di “zona malarica”, si definì il principio del diritto dei poveri e degli operai di avere in tali aree il chinino profilattico e curativo gratuitamente.
La malaria al tempo non infestava solo le Paludi Pontine e la Maremma toscana, ma anche la Basilicata, come ricordava Francesco Saverio Nitti quando affermava che Atella, ad esempio, rimase deserta sino all'adozione della legge sul chinino di Stato.
Celli comprese anche che occorreva scuotere le popolazioni analfabete portate a un'accettazione fatalista della malaria. A lui si deve non a caso ricondurre la promozione della costituzione dell'ente nazionale “Le Scuole per i Contadini dell'Agro Romano e le Paludi Pontine”. Nella lotta contro la malaria e l'analfabetismo nelle campagne romane fu costantemente affiancato ed aiutato dalla moglie infermiera Anna Fraentzel Celli.
L'opera del Celli contro la malaria fu d'esempio ad altre nazioni quali l'Argentina e la Grecia.

## La questione marchigiana
Celli viene altresì ricordato per l'impegno che profuse nel portare all'attenzione del governo Giolitti la spinosa vicenda dell'arretratezza della sua regione natia, le Marche. Promotore di un movimento che nel tempo coinvolse gran parte dei suoi colleghi parlamentari conterranei, anche di diversa estrazione politica, fu protagonista di un serrato duello dialettico col presidente del consiglio Giolitti, e soprattutto contro la sua linea di interventi settoriali e circostanziati, coi quali cercava spesso di eludere un impegno ben più oneroso; non a caso quest'ultimo, dopo aver minimizzato i termini della questione (che riteneva esagerati) ironizzandoci su, proseguì imperterrito sulla consueta linea di condotta.

## Riconoscimenti
L'attività scientifica dell'igienista-deputato è sottolineata anche da numerosi riconoscimenti, quali Laurea Honoris Causa dell'Università degli Studi di Atene e di Aberdeen e del Regio Istituto di Salute Pubblica di Londra, mentre l'Istituto di Medicina Tropicale di Liverpool gli conferì la medaglia d'oro Mary Kingley. Tratto particolare di Angelo Celli è che alle conquiste in campo scientifico, specialmente con le proficue ricerche sulla malaria, seppe legare un'intensa attività politica che dalla promozione delle leggi si estendeva alla loro concreta applicazione nei territori più arretrati d'Italia.
È sepolto a Frascati mentre a Cagli (accanto alla dedicazione dell'Ospedale Civile, dove è un suo busto, ed all'intitolazione di una pubblica via) gli è stata eretta nel 1959 una scultura bronzea a grandezza naturale in piazza San Francesco, opera dello scultore Angelo Biancini; già nel 1932 era stata inaugurata la "Scuola Monumento Angelo Celli" sul Colle di Sant'Anastasio, opera dell'ingegnere romano Mario Egidi De Angelis, con rilievi bronzei e lapidei dell'artista Duilio Cambellotti. Quest'ultimo complesso monumentale (destinato a scuola campestre) doveva ricordare la battaglia da lui condotta contro l'analfabetismo delle masse rurali.

## Archivio
L'archivio di Celli è conservato presso la Facoltà di medicina sperimentale e patologia dell'Università degli studi di Roma la Sapienza, ma alcune lettere e documenti che attestano la sua costante attività nella sanità pubblica e la sua passione come studioso e docente di igiene sono conservati nella biblioteca del Museo Galileo.

## Pubblicazioni
- Angelo Celli, Le nostre sostanze alimentari considerate come terreno di coltura di germi patogeni, Roma, 1888
- Angelo Celli, Il primo anno di vita della stazione antirabbica di Palermo, Roma, 1888
- Angelo Celli, La malaria dei bovini nella campagna romana, Roma, 1897
- Angelo Celli, Discorso pronunziato alla Camera dei deputati in difesa del disegno di legge nella tornata del giorno 8 febbraio 1899, Milano, 1899
- Angelo Celli, La malaria nella storia medievale di Roma, Roma, 1923
- Angelo Celli, Stato palustre ed anofelico (paludismo) senza malaria, Roma, 1902
- Angelo Celli, Die malaria: nach den neusten forschungen / von Angelo Celli; ubersetzt von Fritz Kerschbaumer Berlin ; Wien, 1900
- Angelo Celli, Malaria: according to the new researches / by Angelo Celli; translated from the second italian edition by John Joseph Eyre; with an introduction by Patrick Manson, London, 1901
- Angelo Celli, Il monopolio del chinino in Italia, Torino, 1896
- Angelo Celli, L'opera del medico nella lotta contro la malaria, Napoli, 1904
- Angelo Celli, La lotta contro la malaria in Italia: rapporto al 14. Convegno di igiene in Berlino, Roma, 1907
- Angelo Celli, Die malaria in ihrer bedeutung fur die Geschichte Roms und der Romischen Campagna / eine kulturhistorische Studie von Angelo Celli; Herausgegeben von Anna Celli-Fraentzel; mit einem Geleitwort von Henry E. Sigerist Leipzig, 1929
- Angelo Celli, Storia della malaria nell'Agro romano, 1925 (opera postuma)